# D.I.T.C.
D.I.T.C., acronyme pour Diggin' in the Crates, est un groupe américain de hip-hop, originaire du Bronx, dans l'État de New York. Les membres sont significativement reconnus dans le milieu du hip-hop underground, en collaborant aussi bien avec des artistes inconnus qu'avec les plus grands noms du hip-hop.

## Biographie
Le nom dérive de l'art de chercher des samples pour la production (littéralement « Diggin' in the Crates » signifie « fouiller dans les bacs »). Tous les membres du collectif sont originaires du Bronx, à l'exception de Big L qui était de Harlem et O.C. de Brooklyn.
En 2011, Showbiz annonce la séparation du groupe et aucun nouvel album en raison de divergences musicales. Cependant, en avril 2012 O.C. indique lors d'une entrevue donnée à HipHopDX qu'un nouvel album était en préparation, dédié à Big L, décédé en 1999.

## Discographie

### Albums studio
- 2000 : D.I.T.C.
- 2000 : All Love (EP)
- 2000 : The Official Version
- 2001 : D.I.T.C. Presents Wild Life Entertainment (EP)
- 2008 : Unreleased Production 1994
- 2008 : The Movement

### Albums live
- 1999 : Live at Tramps New York, Vol. 1
- 1999 : Live at Tramps New York "In the Memory of Big L.", Vol. 2
- 1999 : Live at Tramps New York, Vol. 3

### Compilations
- 2007 : Rare and Unreleased, Vol. 1
- 2008 : Rare Breaks: Stack One
- 2009 : Rare Breaks: Stack Two
- 2009 : Rare and Unreleased, Vol. 2